# 로드 & 테일러
로드 & 테일러(Lord & Taylor)는 미국의 고급 백화점 체인으로, 미국에서 가장 오래되었다. 경쟁 고급 백화점 체인으로 색스 피프스 애비뉴, 버그도프 굿먼, 니먼 마커스, 바니스 뉴욕, 블루밍데일스 등이 있다.